# Armactica columbina
Armactica columbina är en fjärilsart som beskrevs av Walker 1865. Armactica columbina ingår i släktet Armactica och familjen trågspinnare. Inga underarter finns listade i Catalogue of Life.

## Bildgalleri

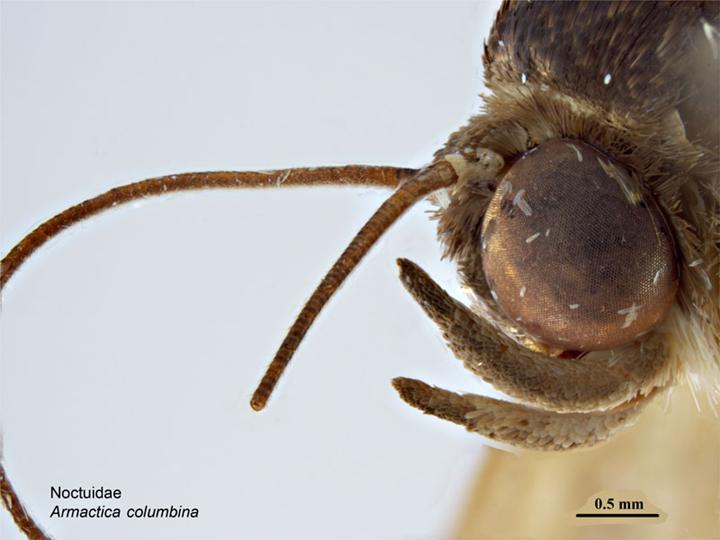